# Erich Bieber
Erich Bieber, né en 1910 et mort en 1994, est un joueur et entraîneur de football autrichien.

## Biographie
Erich Bieber arrive en France en 1935 en tant qu'entraîneur-joueur du FCO Charleville, un club de deuxième division française qu'il mène en finale de la Coupe de France de football 1935-1936. 
En 1938, il est engagé sur le même poste par le Stade de Reims, qui vient de fusionner avec le SC rémois. Il mène pour sa première saison l'équipe à la sixième place du championnat de D2. Il est remplacé en 1940 par Camille Cottin.
Il aurait fait partie de la Gestapo française dans les Ardennes, au même titre que Karl Myrka (fusillé à la Libération, voir forum-fcmetz.com) et Armand Feicht (voir : site footnostalgie.com).